# Sallér István
Jakabházi Sallér István (1690.–Molnári, Vas vármegye, 1761. október 21.), a Magyar királyság alnádora, Vas vármegye alispánja, országgyűlési követe, táblabírája, földbirtokos.

## Családja és származása
A régi nemesi származású jakabházi Sallér családnak a sarja. Apja jakabházi Sallér László (fl. 1682–1730), földbirtokos, anyja bellaji Bellavics Katalin volt. Sallér István ősei a 16. század közepétől kezdve bizonyosan a gróf Batthyány család familiárisai, illetve szervitorai voltak. Sallér István egyik őse, Sallér Mátyás már 1559-ben Batthyány Ferenctől nyeri el adományképpen Jakabházát, amelyről a család később nemesi előnevét is kapja. István nagybátyja, Sallér György Batthyány Ferenc borostyánkői várának kapitánya. Sallér István leánytestvérei: Sallér Judit, akinek a férje zicsi és zajki Zichy György (1664–1741), ezredes, földbirtokos; Sallér Terézia (1685–1757), akinek a férje barkóczi Rosty Miklós (†1739), huszárkapitány, kerületi táblai ülnök, földbirtokos; Sallér Erzsébet, akinek a férje nagymányai Koller Ignác szentgotthárdi harmincados, földbirtokos valamint nemes Fischer János uradalmi igazgatóné Sallér Zsuzsanna volt. Sallér István fivére Sallér Zsigmond, Bécsben a Magyar Udvari Kancelláriánál agénsként dolgozott, majd 1730-tól tartományi főbiztosként a soproni kerületben.

## Élete
Sallér István 1715-ben a grazi egyetemre iratkozott be, ahol bölcsészhallgatóként logikát tanult. Köznemes létére az udvari nyilvánosság előtt is sokat szerepelt: Zala vármegye képviseletében még táblabíróként Lotaringiai Ferencet üdvözölte annak helytartói beiktatásán (1732). Az osztrák örökösödési háború folyamán a nemesi felkelés szervezésekor Bécsbe küldte Vas vármegye, ahol állítólag Mária Terézia személyes kihallgatáson is fogadta. 1754-ben királyi ember. Az 1751. évi diétán a királynőhöz Bécsbe küldött, őt az országgyűlésre meghívó országgyűlési deputációba is delegálták. 1760-ban József trónörökös és Erzsébet pármai hercegnő esküvőjén is vármegyéje küldötteként vett részt. 1749-ben lett Vas vármegye alispánja. Már a kezdetektől törekedett arra, hogy kilépjen a vármegyei keretek közül. Öt magát a diéta után három évvel a nádor delegálta többek között országgyűlési követként tanúsított érdemei miatt a Királyi Kúriára helyettesének, az alnádori méltóságra, amelyet haláláig betöltött. A királyi tanácsosi címét 1754 táján fogalmazott kérvényében is előbukkan az 1751. évi diétái követi szereplésére való hivatkozás. Ebben a közjó érdekét szem előtt tartó, a királyi utasításokat követni kész hűséges alattvalóként mutatja be magát Sallér István.

## Házassága és leszármazottjai
Feleségül vette az ősrégi római katolikus dunántúli nádasdi Nádasdy családnak a köznemesi ágából származó nádasdi Nádasdy Klára (1685.–Molnári, 1765. március 31.) kisasszonyt, akinek a szülei nádasdi Nádasdy Tamás (fl. 1678–1689), földbirtokos, és meszléni Meszlény Éva (fl. 1688–1699) voltak. A menyasszonynak az apai nagyszülei nádasdi Nádasdy Boldizsár (fl. 1636–1664), Vas vármegye alispánja, országgyűlési követe, földbirtokos és tarródi és németszecsődi Tarródy Orsolya (fl. 1628) voltak; az anyai nagyszülei meszléni Meszlény Benedek (fl. 1620–1660), Vas vármegye alispánja, országgyűlési követe, földbirtokos és a kerecseni Szalay családból való kerecseni Szalay Katalin voltak. Sallér Istvánné Nádasdy Klárának három leánytestvére volt: nádasdi Nádasdy Mária, akinek a férje a szenttamási Bertalan családból való szenttamási Bertalan Ádám (fl. 1708–1731), földbirtokos; nádasdi Nádasdy Judit (1682–1739), akinek a férje felsőbüki Nagy Mihály, Sopron vármegye alispánja, földbirtokos, valamint nemes Bellesics Jánosné nádasdi Nádasdy Éva. Sallér Istvánné Nádasdy Klára unokahúga szenttamási Bertalan Klára, akinek a férje pókafalvi Póka Gábor (fl. 1728-1752), 1741-ben vasi insurgens kapitány, földbirtokos; unokaöccsei felsőbüki Nagy György (†1763), földbirtokos, felsőbüki Nagy János (1716–1767), földbirtokos, valamint felsőbüki Nagy Benedek (1720–1803), királyi tanácsos, földbirtokos voltak. Sallér István közéleti pályáját jól sikerült házassága alapozta meg, amikor elvette Nádasdy Klárát, a Vas és Zala megyében számtalan birtokkal rendelkező, férfiágon 1736-ban Nádasdy Imrével kihalt család köznemesi ágának utolsó sarját. A Nádasdy-lányt fiúsíttatta, így felesége révén a Nádasdy-birtokok egy részét is megszerezte, majd 1744. március 9-én királyi adományt nyert rájuk. Sallér István és Nádasdy Klára frigyéből született:
- Sallér József (Molnári, 1724. augusztus 17.–†?)
- ifjabb Sallér István (Molnári, 1726. december 17.–Molnári, 1789. július 1.), nádori ítélőmester, földbirtokos. Felesége: felsőmotesici és keselőkői Motesiczky Judit (Motesic, Trencsén vármegye, 1737. november 3.–1796). Ifjabb Sallér István és Motesiczky Judit egyetlen lánya jakabházi Sallér Judit (1766–1829), akinek a férje gróf tolnai Festetics György (1755–1819), földbirtokos, a keszthelyi Georgikon alapítója.